# Новий обрій
«Новий обрій» (англ. The New Horizon) — ілюстрований україномовний альманах української діаспори в Австралії під редакцією Дмитра Нитченка (Чуба) видавництва «Ластівка» (Мельбурн), Австралія, який друкує нові літературні твори українських авторів Австралії, плекає творчу молодь, поміщує інформації про доробок українських письменників, митців та артистів і про мистецькі одиниці.
Перше число вийшло 1954 р. Редакція та упорядкування, як і всіх дальших чисел альманаху, Дмитра Чуба. Це перше видання альманаху мало 121 сторінок, було ілюстровано багатьма світлинами. Тираж був 1800. Альманах показав, що між українською діаспорою в Австралії, було вже 15 надійних авторів, а також своїх образотворчих митців, артистів, співаків, танцювальні групи, що й творило українське культурне життя.
Більше того, своїм виданням українці в Австралії випередили українську діаспору США й Канади, бо перший збірник Об'єднання Українських Письменників «Слово» вийшло тільки через шість років, а канадський збірник «Північне сяйво» вийшов через десять років.
«Новий обрій» — важливе джерело до історії українського культурного життя в Австралії. До 1993 р. видання 9 альманахів мали разом 1958 сторінок і загальний тираж 10,050 примірників.

## Видання альманаху
- 1954 — «Новий Обрій: Альманах» ч. 1, Література, мистецтво, культурне життя / в-во «Ластівка», Мельбурн, 127 с.
- 1960 — «Новий Обрій: Альманах» ч. 2, Література, мистецтво, культурне життя / в-во «Ластівка», Мельбурн, 239 с.
- 1967 — «Новий Обрій: Альманах» ч. 3, Література, мистецтво, культурне життя / в-во «Ластівка», Мельбурн, 188 с.
- 1971 — «Новий Обрій: Альманах» ч. 4, Література, мистецтво, культурне життя (20 років нашого життя в Австралії 1949-1971) / в-во «Ластівка», Мельбурн, 184 с.
- 1974 — «Новий Обрій: Альманах» ч. 5, Література, мистецтво, культурне життя / в-во «Ластівка», Мельбурн, 272 с.
- 1980 — «Новий Обрій: Альманах» ч. 6, Література, мистецтво, культурне життя (30 років нашого життя в Австралії 1949-1979) / в-во «Ластівка», Мельбурн, 256 с. ISBN 0-9595837-3-4
- 1985 — «Новий Обрій: Альманах» ч. 7 / ISBN 0-949617-04-0
- 1988 — «Новий Обрій: Альманах» ч. 8, Література, мистецтво, культурне життя (20-ліття існування літературно-мистецького клюбу ім. Василя Сумоненка в Мельбурні, 1000-ліття християнства України 988-1988) / в-во «Ластівка», Мельбурн, 280 с. ISBN 0-7316-2849-7
- 1993 — «Новий Обрій: Альманах» ч. 9, Література, мистецтво, культурне життя (45 років Українського життя і праці в Австралії 1948-1993 / в-во «Криниця», Полтава, 287 с. ISBN  0-949617-15-6
- 1997 — «Новий Обрій: Альманах» ч. 10, Література, мистецтво, культурне життя (50 років Українського життя і праці в Австралії 1948-1998) / в-во «Ластівка», Мельбурн, 312 с. ISBN 0-949617-17-2
- 1999 — «Новий Обрій: Альманах» ч. 11, Література, мистецтво, культурне життя (Будівничим австралійської України в 50-ліття поселення українців на п'ятому континенті) / в-во «Ластівка», Мельбурн, 320 с. ISBN 0-949-1717-2
- 2005 — «Новий обрій: Альманах» ч. 12, Література, мистецтво, культурне життя (До 55-ліття поселення українців в Австралії.) упорядкув. та заг. ред.: Боженна Коваленко, Неван Грушецький. / «Байда», Мельбурн, 224 с.

## Автори
В різних числах альманаху публікувались: Зоя Когут, Боженна Коваленко, Галина Чорнобицька, Лідія Далека, Божена Сірко, Клавдія Рошко, Клавдія Фольц, Леся Богуславець (Ткач), Люба Кириленко, Володимир Русальский, Микола Лазорський, Ярослав Масляк (літ. псевд. Грицько Волокита), Дмитро Нитченко (Чуб, Остап Зірчастий), Василь Онуфрієнко, Євген Гаран, Євген Зозе, С. Шведченко, Пилип Вакуленко, Неван Грушецький, Ярослав Ліщинський, Константин Гіммерльрайх, Михайло Підріз, Орест Барчинський (О. Бритва), Богдан Подолянко, Кузьма Каздоба, Василь Сокіл, Степан Радіон, Григорій Вишневий, Ольга Литвин, Марія Михайлів, Петро Кравченко, Степан Хвиля, Павло Дубів, Марія Дейко, Марко Павлишин, Василь Цибульський, Павло Олійник, Леонід Денисенко, Михайло Садовський та інші.
Обкладанки робили: Пилип Вакуленко, Василь Цибульський та Люба Кириленко.